# RER 프리부르

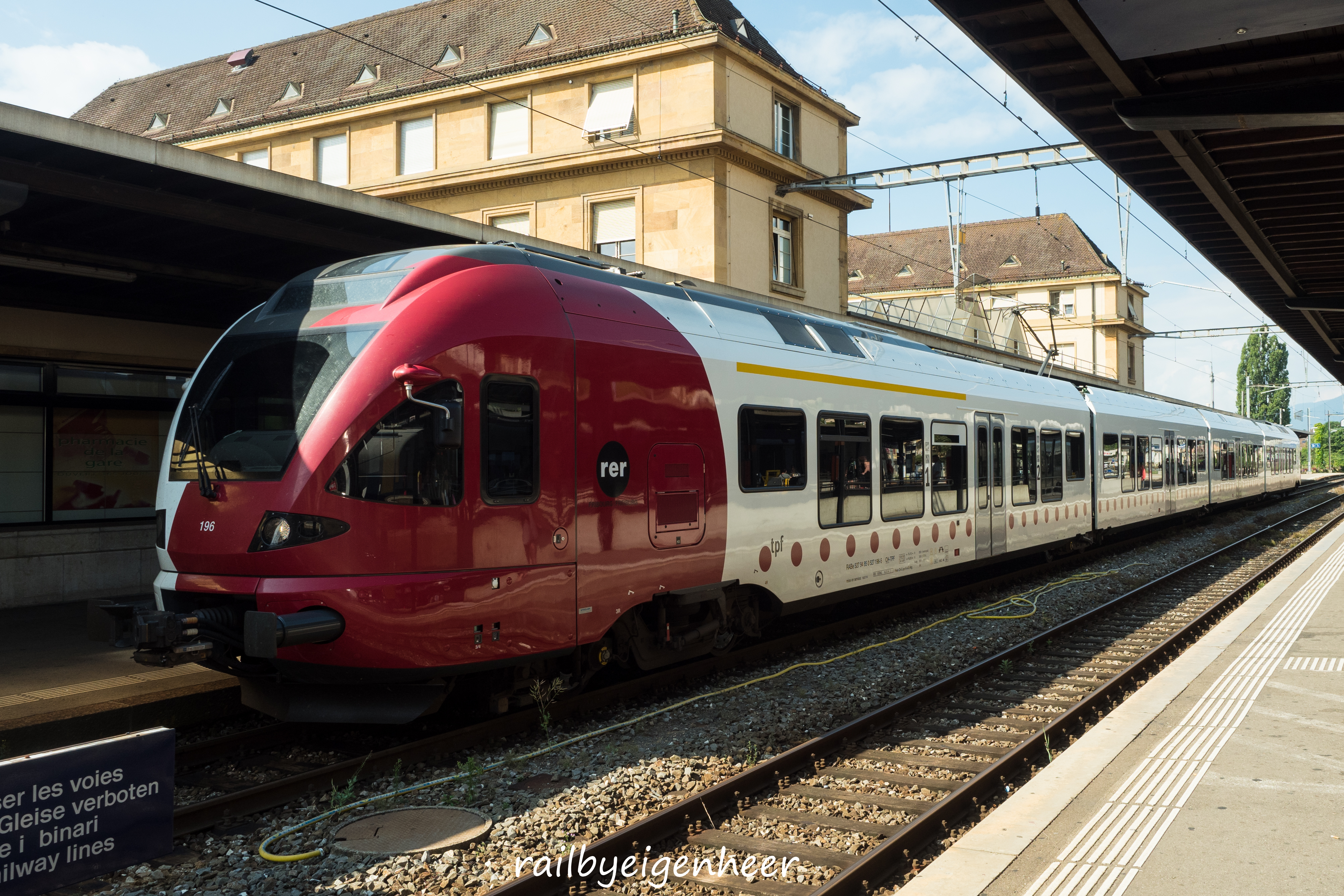
TPF-Flirt RABe 527

Network (2023)

RER 프리부르 또는 RER 프라이부르크(프랑스어: Réseau express régional fribourgeois, 독일어: S-Bahn Freiburg )는 스위스 프리부르주의 S-반 네트워크이다. 네트워크에는 뷜(Bulle) 및 프리부르라는 두 개의 허브가 있으며, 2011년에 운영을 시작했다.

## 노선
2021년 12월 현재 네트워크는 다음 라인으로 구성되어 있다.
- RE: 뷜–로몽–프리부르–베른
- RE: 뷜–로몽–뒤딩엔
- S20: 뇌샤텔–인스–무르텐/모라–프리부르–로몽
- S21: 인스–무르텐/모라–프리부르–로몽
- S30: 이베르동레뱅–에스타바예-르-락–파예른–프리부르
- S50: 팔레지유–샤텔-생드니–뷜
- S51: 뷜–몽보봉
- S60: 뷜–브록-파브리크

스위스 연방 철도가 운영하는 S30을 제외한 모든 열차는 대중교통 프리부르주아에 의해 운영된다.